# Ruslan Bodișteanu
Ruslan Bodișteanu (n. 15 mai 1977, în Fundul Galbenei, Hîncești) este un sportiv de performanță din Republica Moldova, practicant de lupte libere, care a participat la competiții Europene și Mondiale în categoria ușoară și semimijlocie. El a câștigat două titluri la Campionatul Mondial de Juniori (în 1994 și 1997), iar mai târziu a reprezentat Republica Moldova la două ediții ale Jocurilor Olimpice (2000 și 2004). De-a lungul carierei sale, Bodișteanu a fost antrenat de mentorul și antrenorul său personal, Nicolae Oreol, de la Clubul Sportiv Olimpia din Chișinău, înainte de a ajunge antrenor-asistent al echipei naționale de lupte. Ruslan Bodișteanu este fratele geamăn al actualului ministru al Ministerului Tineretului și Sportului din Republica Moldova, Octavian Bodișteanu.

## Legături externe
- Profil – Baza de date Internațională a Luptelor
- en Ruslan Bodișteanu la Olympedia.org